# Going for the One
Going for the One è l'ottavo album in studio del gruppo progressive inglese Yes.

## Storia
Prodotto per la prima volta dal solo gruppo, fu pubblicato nel 1977, dopo la lunga pausa dovuta ai lavori solisti realizzati da ciascuno dei membri (vedi Olias of Sunhillow, Fish Out of Water, Ramshackled, The Story of I e Beginnings).
L'album vide il ritorno alla tastiere di Rick Wakeman, che nel 1974 aveva abbandonato lasciando il proprio posto a Patrick Moraz.
L'album fu realizzato in Svizzera, a Vevey. Rispetto alle opere precedenti, è caratterizzato da una relativa semplificazione della struttura dei brani, che in Going for the One rientrano quasi tutti nei canoni della "canzone" rock (con l'eccezione della suite Awaken). Anche il rientro di Wakeman nel gruppo coincide con un netto cambiamento nella scelta dello stile e dei suoni delle tastiere; ai minimoog e ai mellotron di un tempo si sostituiscono pianoforte e organo (Wakeman registrò la parte di organo presente nella sezione finale del brano Awaken e in Parallels, suonando lo strumento presente nella chiesa riformata di San Martino, a Vevey, Svizzera).

## Copertina
Dopo molti album illustrati da Roger Dean, gli Yes commissionarono la copertina alla Hipgnosis, lo studio grafico noto, tra l'altro, per aver concepito la celebre copertina di The Dark Side of the Moon dei Pink Floyd. Hipgnosis realizzò una cover decisamente fuori dalla tradizione degli Yes, incentrata sulle geometrie delle Century Plaza Towers, ma mantenne il logo classico progettato da Dean.
Fu inclusa nella lista delle "The 50 Worst Album Covers of All Time" della rivista Rolling Stone.

## Accoglienza
Il ritorno degli Yes, all'apice del movimento punk, ebbe un inatteso successo, e l'album One raggiunse la prima posizione nel Regno Unito e l'ottava negli Stati Uniti. Il singolo Wonderous Stories entrò nelle top ten. L'abbandono di alcuni dei canoni classici del sound del gruppo non diede fastidio neppure ai fan di lunga data: Going for the One viene tuttora considerato da molti come l'ultimo album dell'"era classica" degli Yes.
Il cantante Jon Anderson ha spesso dichiarato di considerare Awaken, primo pezzo Yes dai toni decisamente new Age (il titolo allude al "risveglio" in senso mistico/buddhista), il miglior brano di tutta la discografia degli Yes.

## Tracce
Lato A
1. Going for the One – 5:32 (Jon Anderson)
2. Turn of the Century – 7:56 (Anderson, Steve Howe, Alan White)
3. Parallels – 5:53 (Chris Squire)

Lato B
1. Wonderous Stories – 3:49 (Anderson)
2. Awaken – 15:31 (Anderson, Howe)

## Formazione
- Jon Anderson: voce, percussioni
- Chris Squire: basso, seconde voci
- Steve Howe: chitarre elettriche e acustiche, vachalia, seconde voci
- Rick Wakeman: piano, organo, moog, sintetizzatori
- Alan White: batteria, percussioni